# Roman Berger
Roman Berger (* 9. August 1930 in Cieszyn; † 22. Dezember 2020 in Bratislava) war ein slowakischer Komponist, Musikpädagoge und Musikwissenschaftler.

## Werdegang
Berger wuchs in einem evangelischen Pfarrhaus auf und entstammte einer lutherischen Pastorenfamilie, studierte Klavier und Musiktheorie an der Musikakademie Katowice. Ab 1948 setzte er seine Ausbildung an der Hochschule für Musische Künste Bratislava (VŠMU) fort, wo er die Klavierklassen von Frico Kafenda und Štefan Németh-Šamorínsky besuchte und dann zu unterrichten begann. Nachdem ihm ein Studium bei Bolesław Woytowicz in Katowice verwehrt worden war, wurde er Kompositionschüler von Dezider Kardoš.
Er schloss die Ausbildung 1965 mit Auszeichnung mit dem Zyklus Transformations ab. Dieser wurde beim Prager Frühling 1967 aufgeführt; eine Aufführung beim Warschauer Herbst 1968 lehnte er nach dem Einmarsch der Truppen des Warschauer Paktes in die Tschechoslowakei ab.
Ab Ende der 1970er Jahre wurden Bergers Werke auch international aufgeführt. Er verfasste außerdem zahlreiche Artikel zur Musiktheorie und -philosophie, Musikanalyse und Interpretation. Unter anderem wurde er mit dem Herder-Preis der Universität Wien (1988), der Gloria-Artis-Medaille für kulturelle Verdienste (2006), dem Orden Polonia Restituta, Offizier (2011), dem Preis des Polnischen Komponistenverbandes (2012) und dem Diplom des Päpstlichen Rates für Kultur (2013) ausgezeichnet.